# BS列島情報
BS列島情報（ビーエスれっとうじょうほう）は、1998年4月6日から2002年3月8日に放送されたBS1のテレビ番組である。
それまで15時台に放送された『列島ズームアップ』と同様、総合テレビで土日夕方に（2000年4月からは金曜夜に）放送される地域情報番組の録画放送を編成した。そして、『首都圏いきいきワイド』の代替枠としても使用された。
1999年度のみは『BS22列島情報』であった。

## 放送時間
- 1998年4月 - 2000年3月：17:00 - 17:28.30
- 2000年4月 - 2002年3月：17:00 - 17:25.30
「BS列島情報いきいき首都圏」放送時は、17:00 - 17:28.30

## 番組構成
- 月曜：関東　特報首都圏（デジタル放送では16:9のワイドサイズで放送）
- 火曜：近畿　関西クローズアップ
- 水曜：東海北陸　ナビゲーション
- 木曜：中国四国　四国羅針盤
- 金曜：九州沖縄　九州沖縄一本勝負

また、大相撲期間中は連日「BS列島情報いきいき首都圏」として、首都圏いきいきワイドの街探検コーナーの再放送を放送する。突発的なニュース等でいきいきワイドの放送が急遽休止になった際は、「BS列島情報いきいき首都圏」として、当日放送予定だった中継と街探検のみ放送する。「BS列島情報」終了後も「いきいき首都圏」として放送枠は残った。
この形式での放送は2003年3月に終了した。2003年4月からは、大相撲期間中に「いきいき首都圏」（16:20 - 16:48）を放送する。2004年11月からは、BS1のニュース・情報番組の大改革に伴い、「首都圏ナウ」（16:35 - 16:58）に改題された。